# Pomorze (województwo mazowieckie)
Pomorze – wieś sołecka w Polsce położona w województwie mazowieckim, w powiecie ciechanowskim, w gminie Opinogóra Górna.
Dawna wieś starostwa ciechanowskiego, należała do dzierżawy Opinogóra w 1617 roku. W latach 1975–1998 miejscowość położona była w województwie ciechanowskim.